# تور
تور یا تورَج (به اوستایی: ت.ت. 'tūiriia'؛ به پارسی میانه: ت.ت. 'tūr')، بر پایهٔ اسطوره‌های ایران‌زمین پسر دوم از سه پسر فریدون بود که در جهان‌بخشی فریدون کشور توران به او اختصاص یافت. تور با همدستی برادر بزرگ‌ترش سلم بر برادر کوچک‌تر یعنی ایرج شوریدند و او را کشتند. تور نخستین شاه و پدیدآورنده سرزمین توران بود. معنای واژه تور را در پارسی شغال گفته‌اند.
حکیم طوس فردوسی صحنه قتل ایرج را این‌گونه وصف می‌نماید:
| سخن را چو بشنید پاسخ نداد |  | همان گفتن آمد همان سرد باد |
| یکی خنجری آبگون برکشید    |  | سراپای او چادر خون کشید    |

## تور درادبیات پهلوی
تور که نام آن در خدای‌نامه‌های ساسانی تُوَرمیش (شکارچی گوسفند وحشی) آمده، پهلوانی دلیر بوده که با پتک عظیم و آذرخشاگین خود در نبرد های متفاوت دیوان را به زانو درآورده بوده و در جنگ‌های متفاوت همراه آفریدون بوده و بعد از بر تخت نشینی خود در توران دیوزده شده و به همراه برادرش روام، بر پدر و برادر خود ایرج می‌شورد. از آنجا نامش در خدای‌ نامگ به تور (شغال) تغییر می‌کند و همواره به نام تور یا تورج شناخته می‌شود

## تور درشاهنامه

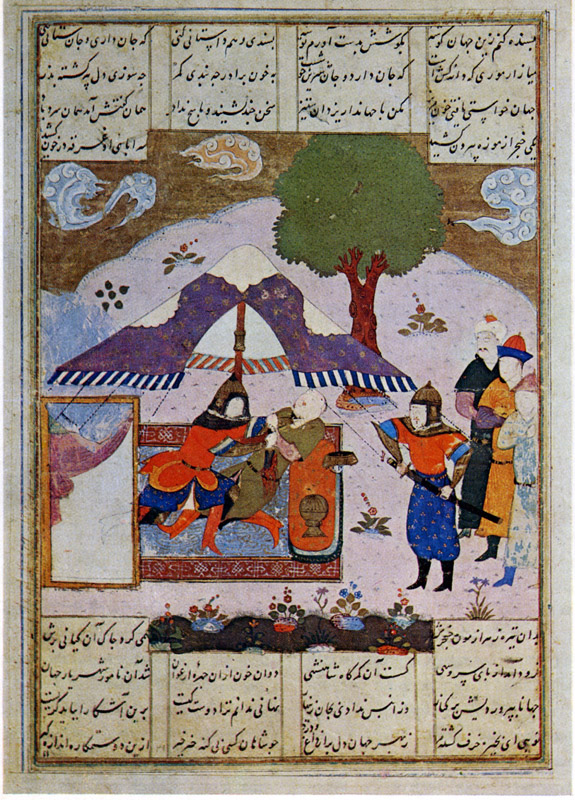
تصویری از شاهنامه، سلم و تور، ایرج را به قتل می رسانند.

دوره زندگانی تور و برادران بر دو یا سه بخش تقسیم می‌شود، بخش اوّل و دوم آن دوران کودکی و دوران ازدواج است در این دوره از زندگی هر سه برادر هیچگونه اختلاف یا دشمنی با یکدیگر نداشتند حتی ماجرای خواستگاری از دختران سرو شاه یمن که ایلچی آن جندل وزیر فریدون بود، سه برادر در صلح و آرامش به‌سر می‌بردند. امّا بخش سوّم زندگی آنها که همراه با کینه و دشمنی از یکدیگر آغاز شد زمانی هست که فریدون هر یک را مرزبان ایالتی بزرگ منسوب نمود بطوریکه اراضی مزبور چنان فراخ وسعت داشت که حکومت فریدون بر آنها مشکل بود. این شد که سلم و تور هر کدام مرزهای سپرده شده را کشوری مستقل برای خویش مبدل نمودند که البته زبان، فرهنگ و آداب و رسوم آن اراضی مختص به خود بود.
به قول شاهنامه آفریدون جهان را سه بخش کرد نخست ملت روم و خاور را به سلم سپرد. سپس قوم ترکان و چین به تور واگذاشت آنگاه سرزمین اصلی و بخشی از کشورهای پیرامونی نظیر میان‌رودان و بیت‌المقدس را تحت عنوان ایران به پسر کوچکتر ایرج سپرد. نکته قابل تأمل دربارهٔ اراضی سپرده شده به تور این است که سرزمین مزبور بعد از حیات تور با عنوان کشور توران شناخته و رسمیت یافت. بدین منوال باید سکنه توران را آمیزه‌ای از اقوام و قبایل وحشی صحراگرد و چادرنشینی تلقی نمود که بواسطه حکومت تور و اخلافش به مرور وارد دایرهٔ مدنیت و تمدن می‌شدند. افراسیاب نوه تور بیشتر افراد جنگجوی مزدور را از میان همین صحراگردان که در تاریخ تحت عنوان کلی‌تر بنام سکاها مشهورند، وارد میدان می‌نمود. در شاهنامه، زمانیکه قلمرو سه برادر تعیین می‌شود فردوسی تنها از تور هم‌ردیف با تخت کیان نام برده است نه از برادرانش سلم و ایرج:

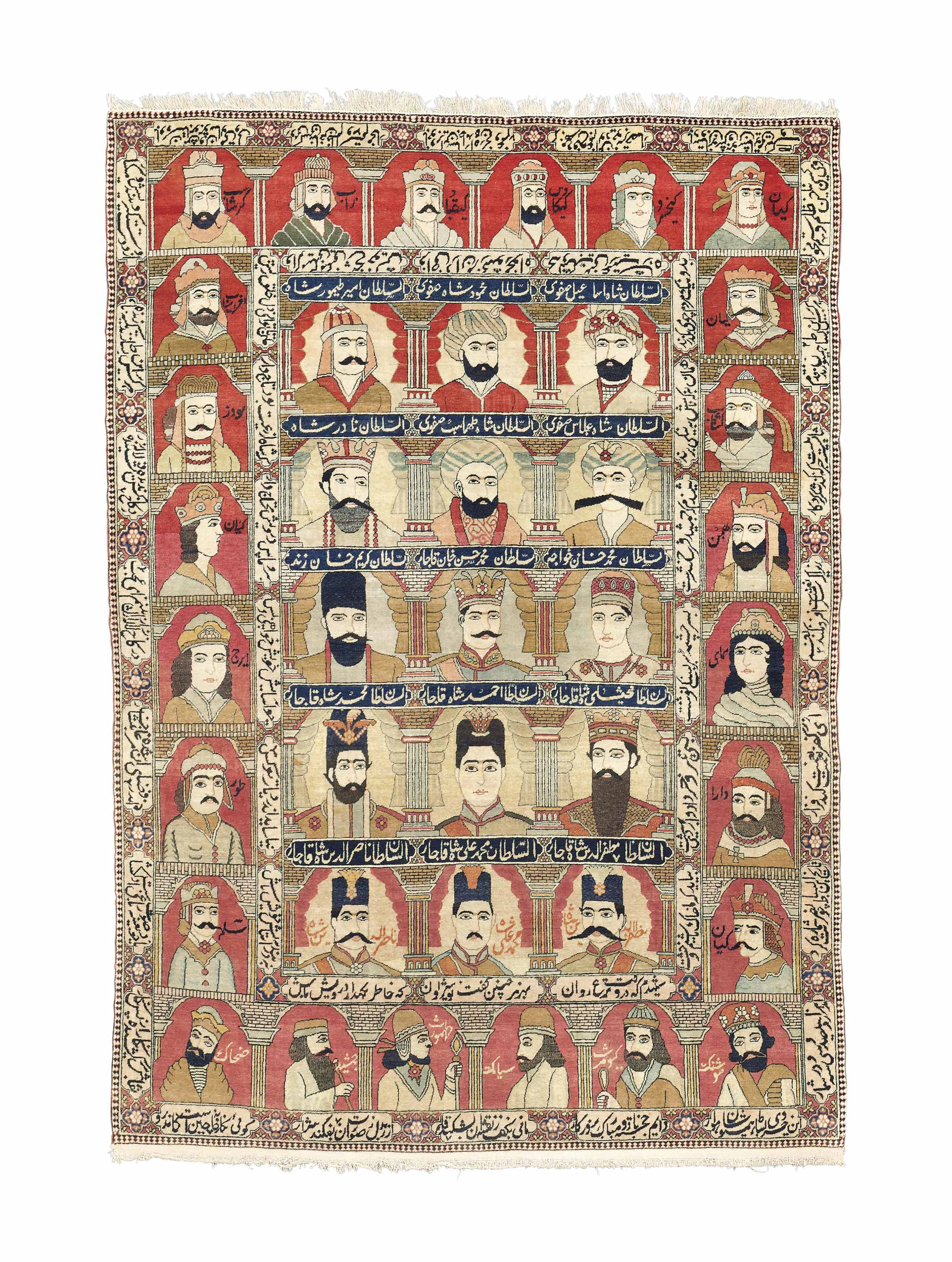
یک فرش کهن کاشانی از دورهٔ قاجاری که دور تا دور آن نقش پادشاهان اسطوره‌ای ایران قرار گرفته‌اند. در میانهٔ آن، نگارهٔ چند تن از شاهان ایران نوین جا داده شده‌است.

| دگر تور را داد توران زمین |  | ورا کرد سالار ترکان و چین  |
| یکی لشکری نامزد کرد شاه   |  | کشید آنگهی تور لشکر به راه |
| بیامد به تخت کئی بر نشست  |  | کمر برمیان بست و بگشاد دست |